# Асли и Керем
«Асли́ и Кере́м» (азерб. Əsli və Kərəm; тур. Kerem ile Aslı), «Асли́ и Кяра́м» (арм. Ասլի և Քյարամ) — распространённый у народов Закавказья, Малой и Средней Азии анонимный романтический дастан, в котором воспевается любовь между мусульманином Кярамом и армянкой Асли (или Мариам).
Азербайджанская версия сложилась, вероятно, в XVI веке. Инкорпорированные в прозу стихотворные партии приписывают главному герою — народному певцу (ашугу). Фабулой этого дастана является пылкая любовь мусульманина (азербайджанца) к христианке (армянке) — Керема, сына гянджинского хана Зияда и Асли, дочери армянского священника Кара-Кешиша. Но на пути их соединения стоит религиозный фанатизм отца девушки. Финал произведения трагичен: влюблённые сгорают в символическом огне. Религиозная канва сюжета исторична; она восходит ко времени переселения тюрков-огузов на Запад (XI—XIII вв.). Основной пафос дастана, пронизывающий все детали сюжета, — любовь выше предрассудков. Считается, что азербайджанский дастан сложился в период династии Сефевидов и служил мостом между местными диалектами и классическим языком, а со временем проник в османскую, узбекскую, персидскую литературы.
Туркменская версия более архаична, изобилует этническими и топонимическими элементами.
В 1888 году восточный любовный роман «Асли и Кярам» был пересказан на армянском языке ашугом Дживани. На основе народного предания армянский композитор Григор Сюни написал одноименную оперу.
По мотивам дастана азербайджанский композитор Узеир Гаджибеков написал оперу «Асли и Керем» (поставлена в 1912 году). На основе этого дастана азербайджанский писатель Эльчин Эфендиев написал в 1980-х годах роман «Махмуд и Мариам».